# Giuseppe Dante
Giuseppe Dante, también conocido como Peppino Dante (Piove di Sacco, 14 de marzo de 1931 - Desio, 21 de noviembre de 2018), fue un ciclista italiano. Profesional de 1957 a 1965. En su palmarés solo destaca una victoria de etapa en la tercera etapa de la Volta a Cataluña de 1959, cuando se presentó en solitario en la llegada de Lérida.

## Palmarés
1956
- 1º en la Coppa Caduti Nervianesi

1959
- - Vencedor de una etapa a la Volta a Cataluña

## Resultados en las grandes vueltas

### Tour de Francia
- 1962: 67º de la clasificación general
- 1963: abandono (7ª etapa)

### Giro de Italia
- 1959: 38.º de la clasificación general
- 1961: 62º de la clasificación general
- 1962: 28º de la clasificación general
- 1963: 41º de la clasificación general